# Mycteroperca rosacea
Mycteroperca rosacea är en fiskart som först beskrevs av Streets, 1877.  Mycteroperca rosacea ingår i släktet Mycteroperca och familjen havsabborrfiskar. IUCN kategoriserar arten globalt som sårbar. Inga underarter finns listade i Catalogue of Life.